# مقتل بريندا سو براون
بريندا سو براون (15 مايو 1955 - 27 يوليو 1966) هي فتاة كانت تبلغ من العمر 11 عامًا عندما تم اختطافها وقتلها. عثر على جثتها من قبل عمال الإنقاذ في منطقة حرجية بالقرب من وسط مدينة شيلبي بولاية كارولينا الشمالية. مع عدم وجود أدلة على الجريمة وعدم أكتفاء الأدلة للقيام باعتقال المشبوهين، أصبحت جريمة القتل قضية باردة منذ ذلك الحين.
بقيت القضية باردة (متوقفة) حتى قُدمت سلسلة من المقالات الصحفية بعد 40 عامًا لأدلة جديدة عن القضية في ربيع سنة 2006.

## أحداث 27 يوليو 1966
بعد صباحٍ مليءٍ بالجدال حول مسحوق التجميل مع أخواتها الأصغر سناً، طلب من بريندا سو أن تمشي مع شقيقتها باتريشيا البالغة من العمر 6 سنوات على بعد أمتار من مدرستها. كانت هذه آخر مرة شوهدت فيها بريندا سو.
عند الساعة 10:15 صباحا، بدأت والدة بريندا سو، غلاديس براون، البحث عن ابنتها من الباب إلى الباب. سألت براون من بجوارها، سألت الجيران وسائقي السيارات المارة عما إذا كانوا قد شاهدوا الفتاة من حولهم. بعد ساعة، تم تشكيل فريق بحث من قبل أعضاء فرقة إنقاذ في مدينة شيلبي.
عند الساعة 6:45، مساءً تم العثور على جثة بريندا سو في منطقة مشجرة على بعد 150 متر من شارع ساوث لافاييت وليس ببعيد عن منزلها. كان جسدها مغطى بأغصان الأشجار المقطوفة حديثًا مع أوراق الشجر. كان الثوب الأحمر والأبيض الذي كانت ترتديه مطويًا بدقة فوق أغصان الشجر. تم العثور على صخرة مليئة بالدماء في مكان قريب.

## التحقيق
قررت السلطات أن بريندا سو قد تعرض للضرب المبرح حتى الموت، مع العثور على صخرة قريبة مليئة بالدماء بجانب الجثة. حيث تم كسر جمجمتها في اثني عشر مكانًا. وذكرت الشرطة أنه على الرغم من أن الجثة كانت عارية، إلا أنها لم تتعرض لأي حالة اغتصاب.
اعتقدت الشرطة أن القاتل كان يسير على الأقدام نظراً لحركة المرور الكثيفة في شارع ساوث لافاييت، حيث لم يكن بإمكانه الخروج من سيارة وإجبار الفتاة على الذهاب إلى الغابة بدون أن يراها أحد.
في ذلك الوقت، يذكر أن الشرطة كان لديها العديد من المشتبه بهم في المنطقة. ومن بين هؤلاء المشتبهين رجل أبيض أصلع مجهول الهوية يذكر أنه كشف عن نفسه لشقيقة بريندا سو قبل بضعة أيام من ارتكاب الجريمة، وصبي أسود عمره 13 عامًا، معاق عقليا، يدعى روبرت روزيبورو.
رغم البيانات، لكن لا يمكن العثور على الرجل الأبيض المجهول الهوية الذي تعرف على شقيقة بريندا سو.
استجوب روبرت روزيبورو لفترة وجيزة من قبل الشرطة. عندما تم استجوبه من قبل الضابط هارولد سميث، ظل روزبورو صامتاً. "وقال انه لن يجيب، جلس هناك فقط، وقال سميث إن صمت روزبورو جعله أكثر تشككاً في الجريمة.
كان روزبورو يسكن على بعد مئات من الأمتار من مكان العثور على جثة الطفلة بريندا سو. وقال سميث إن هذا، إلى جانب رفضه الإجابة عن الأسئلة اثناء الأستجواب، جعله مشتبهاً به في القضية.
كان الجمهور في حيرة من أمرهم بسبب عدم التحقيق الشرطة مع الصبي روزبورو، الذي شوهد في المنطقة صباح يوم مقتل الطفلة بريندا سو. بدأوا الناس يأخذوا نظريات وتحليلات من أن روزبورو قد يكون محمي من قبل نقابة الجرائم المحلية التي سيطرت على بلدة مدينة شيلبي في فترة الستينات.
قال المحقق سميث: «ليس لدينا أدلة كافية لأثبات إدانة روزبورو. كان علينا السماح لهُ بالرحيل». وقال أيضاً: إنه ومحققون آخرون يعتقدون أن روزبورو قد قتل بريندا سو.
عندما أعيد فتح القضية مجدداً عام 2005، زار المحققون روزبورو في السجن، تكرر الحدث ورفض الحديث عن تلك القضية مجدداً.
أُدين روبرت روزبورو في مايو 1969 بجريمة قتل ماري هيلين ويليامز داخل مدينة شيلبي عام 1968، وكان قتلها دامياً ومشابهًا لمقتل الفتاة الصغيرة بريندا سو.

## مقتل ماري هيلين ويليامز
الساعة 11:30 بتاريخ 22 يونيو 1968، وصلت امرأة وابنتها إلى محل ماري لبيع الفوط. الذي يقع في شارع ديكسون في المدينة ذاتها. هناك رأوا علامة «مغلق» معلقة على النافذة.
نظرت الابنة إلى النافذة ورأت امرأة ملقاة على الأرض مغطاة بالدماء. تم استدعاء شرطة شيلبي للعمل والتحقيق في الجريمة، حيث كان روبرت روزبورو قد خرج من المبنى ذاته وهو ماشياً ويداه في الهواء. تم العثور على ماري هيلين ويليامز عارية، حيث تعرض جسدها للضرب والطعن بمقص حاد. وقال قاضي التحقيق الجنائي في وقت لاحق، على الرغم من أن تم العثور على السيدة وليامز عارية، لكنها لم تتعرض لأي اغتصاب، عثر على السيدة ماري ويليامز بالملابس الداخلية في مرحاض المتجر.
في وقت مقتل السيدة ويليامز، كان التمييز العنصري شديدًا في مدينة شيلبي. وكانت هناك شائعات عن منظمات كو كلوكس كلان التي تهدد بإلحاق الضرر بروزيبورو واتخذت هذه الشائعات على محمل الجد بحيث تم نقله سرا إلى سجن في مقاطعة قريبة حتى تم محاكمته عام 1969.
خلال محاكمة القتل التي استمرت يومين، شهد اخصائي في عالم الأمراض أنه تم العثور على دم في ملابس روزيبورو كانت فصيلة الدم من نوع «أ»، وهو ما يقابل فصيلة دم السيدة ويليامز. نفى روزبورو قتل السيدة وليامز، قائلاً بإن الشرطة كذبت بشأن التحقيق ولم تعتقلته بدون أدلة صحيحة، وأنه لم يكن لديه أي دافع وراء القتل، لأنه لم يكن هناك أي اغتصاب أو سرقة تعرضت له السيدة ويليامز. وقام برسم خرائط للمكان الذي كان فيه داخل المبنى وعندما وصلت الشرطة شرح كيف وصلت دماء السيدة ويليامز على ملابسه.
أُدين روزبورو بقتل السيدة ماري هيلين ويليامز وحُكم عليه بالإعدام، ومع ذلك تم تخفيف عقوبته إلى السجن مدى الحياة. وبسبب أوجه التشابه بين القضيتان مع مقتل بريندا سو براون، أصبح الاعتقاد المحلي المشترك أن روزبورو قد قتل كلاهما، ربما تعود لأسباب عنصرية، يومها كانت الأحداث العنصرية شائع خلال الستينات.
في شباط من عام 2010، تم استدعاء روزبورو من السجن إلى جلسة استماع في مقاطعة كليفلاند لتحديد ما إذا كان هناك دليل كافٍ في قضية مقتل بريندا سو براون لتقديم المشتبه به «ثورمان برايس» إلى المحاكمة. وخلال شهادة روزبورو، التي استمرت أقل من عشر دقائق، نفى بأنه من قتل بريندا سو. كما قال إنه لا يعرف من فعل تلك الجريمة، ولم يكن لديه أي ذكريات عن اليوم الذي قتلت فيه. وقال:«أنت تتحدث عن شيء قبل أربعين عامًا، كيف أتذكر شيئًا منذ فترة طويلة؟» 

## إعادة فتح قضية بريندا سو
في عام 2005، قضت شقيقتا بريندا سو براون كل من باتريشيا بوف وماري ماكسوين، شهورًا في مطالبة إدارة شرطة شيلبي بإعادة فتح قضيتها مجدداً. لكن أخبرهم الضباط بأن ملفات القضية كانت مفقودة.
بعد أربعة أياماً من البحث في الملفات المخزنة في أقسام الشرطة، تم العثور على ملفات القضية في صندوق غير مصنف مع ملفات قضية مقتل ماري ويليامز. ومع ذلك، كان هناك الكثير من الأدلة المفقودة، بما في ذلك ملابس بريندا سو، والملابس الداخلية لها، وكذلك الأحذية، وكمية قليلة من مسحوق البودرة، والصخرة التي استخدمت لقتلها، وقارعتين من الدم، وكشط الأظافر، وأغصان، وعينة شعر.
وفقًا لسجلات شرطة شيلبي، كان «الشريف ألين» هو آخر شخص من ضباط الشرطة يمتلك هذه الأدلة بعد أن استعادها من مكتب التحقيقات الحكومي في العاصمة رالي لولاية كارولينا الشمالية في أغسطس 1966. كان الدليل المادي الوحيد الذي لا يزال متوفراً هو طبعة راحة اليد المُدمية تم أخذها من حذاء بريندا سو عام 1966.
يذكر في تاريخ 15 مايو 2006 أنه تم استخراج جثة بريندا سو من مقبرة سبرينغ هيل تشيرش رود في ليلينجتون بولاية كارولينا الشمالية، وتم فحصها مجدداً بحثًا عن أي دليل متوفر عن القضية. وتم تفكيك النعش الخشبي الذي دفنت فيه، ولم يتبق سوى عظام قليلة من الجثة. وفي تاريخ 21 مايو 2006، أقيمت مراسم تذكارية عامة لبريندا سو، وتم وضع رفات بريندا سو في مقبرة الغروب في مدينة شيلبي بولاية كارولينا الشمالية.

## القبض على ثورمان برايس في عام 2007
في ربيع عام 2006، نشرت صحيفة شيلبي في كارولينا الشمالية، ذا شيلبي ستار (نجمة شيلبي)، سلسلة من الذكريات السنوية «الثالثة والثلاثين» لتأسيسها حول جريمة «مقتل بريندا سو براون».
بعد ذلك بوقت قصير، تقدمت لوري ليل إلى الشرطة وادعت بأن جد المقتولة «إيرل ميكي باركر» قبل وقت قصير من وفاته (26 يونيو 2002) أخبرها أنه هو ورجل آخر يدعى ثورمان برايس قد قتلا الطفلة بريندا سو.
في تاريخ 12 فبراير 2007، اعتقلت شرطة مدينة شيلبي ثورمان برايس يومها كان عمره 79 عامًا، بتهمة القتل من الدرجة الأولى. حيث يقع منزل برايس بالقرب من مكان العثور على جثة بريندا سو براون. ومن غير الواضح ما إذا كان برايس عاش في المنطقة بتاريخ يوليو 1966. وفقا لسجلات المقاطعة، لم يشتري ثورمان المنزل حتى عام 1973. وقد تم إطلاق سراحه من السجن في تاريخ 16 فبراير 2007، بعد دفع مبلغ 50.000 دولار مع نفيه أي تورط في مقتل الفتاة بريندا سو براون.
أشارت لائحة الاتهام إلى أن إيرل ميكي باركر (جد المغدورة) قد وصف بالتفصيل كيف قُتلت بريندا سو براون لحظة بلحظة، ووفقًا للسلطات في مدينة شيلبي، فإن اعترافه للوري ليل بجريمته بحفيدته يتسق مع الأدلة الموجودة في مسرح الجريمة في يوليو 1966. وفقا لسجلات المحكمة في مدينة شيلبي، اتصلت لوري ليل بأسرة بريندا سو براون بتاريخ 3 أبريل 2006، وأخبرت أخت بريندا سو أن القاتل كان ثورمان برايس لكنها لم تذكر تورط جدها (باركر) مما دفع شقيقتا بريندا للمطالبة بفتح القضية مجدداً.
في 10 أيار (مايو) 2007، تم استخراج جثة إيرل ميكي باركر (جد بريندا) من مقبرة الغروب في مدينة شيلبي لمعرفة ما إذا كان طبعة راحة يده تتطابق مع طبعة اليد المدمية الموجودة على حذاء بريندا سو براون. وكانت نتائج هذا الاختبار غير حاسمة وواضحة لأن أيدي الجسم كانت تالفة للغاية بحيث لم تحصل على نسخة مطبوعة من اليد.

### السجلات الجنائية من باركر وبرايس
في عام 1954، تم توجيه الاتهام إلى إيرل ميكي باركر عندما كان عمره 26 عامًا، وثورمان برايس عندما كان عمره 25 عامًا، بتهمة اغتصاب فتاة صغيرة اسمها شيرلي موريسون تبلغ من العمر 12 عامًا، وفي بلدة باترسون سبرينغز بولاية كارولينا الشمالية. في يناير 1955، أقر الرجلان بالذنب لارتكاب جريمة الاغتصاب. وفقا لسجلات المحكمة، تم الحكم على كل من باركر وبرايز بالسجن لمدة 3 سنوات مع وقف التنفيذ، وأمرا بالتزام بوظائفهم، مع منع لشرب الكحول، ودفع مصاريف المحكمة البالغة 240 دولار.
اعتراف على فراش الموت
في 9 فبراير من 2010، قضى قاضي محكمة كليفلاند كاونتي بأن اعتراف إيرل ميكي باركر على فراش الموت وشهادة لوري ليل سيتم قبولها كأدلة في المحاكمة الجنائية. وشهدت لوري ليل في الجلسة أنه في يونيو 2002 أخبرها جدها، إيرل ميكي باركر، وهو على فراش الموت أنه هو وثورمان برايس قتلا الفتاة الصغيرة بريندا سو براون عام 1966.
بينما لا يزال في انتظار المحاكمة، حافظ ثورمان برايس على براءته حتى وفاته يوم 4 أغسطس من عام 2012.

وفقا للوري ليل، حيث كانت لوحدها مع جدها في غرفته بالمستشفى في مركز كليفلاند الطبي الإقليمي في مدينة شيلبي عندما أخبرها، «لقد فعلت بعض الأشياء السيئة في حياتي وقبل أن أتمكن من التحرك أحتاج للإفصاح عنها حتى يرتاح صدري من هذه الأمور العالقة.» تتذكر ليل القصة التي أخبرها جدها جيداً حيث قال: 

## في وسائل الإعلام
سر ارتكاب جريمة مقتل بريندا سو براون مُثلت في العديد من عروض الجرائم، بما في ذلك في قناة الأوكسجين «الملتقطة»، في 11 نوفمبر من عام 2007 ومجموعة من الافلام التلفزيونية.

## روابط خارجية
- Brenda Sue Brown على موقع فايند أغريف